# Zamia onanreyesii
Zamia onanreyesii là một loài thực vật hạt trần trong họ Zamiaceae. Loài này được C. Nelson & Sandoval, Germán mô tả khoa học đầu tiên năm 2008.